# (2220) Hicks
(2220) Hicks es un asteroide que forma parte del cinturón de asteroides y fue descubierto por Eleanor Francis Helin el 4 de noviembre de 1975 desde el observatorio del Monte Palomar, Estados Unidos.

## Designación y nombre
Hicks fue designado inicialmente como 1975 VB.
Más adelante se nombró en honor del ingeniero y empresario William B. Hicks.

## Características orbitales
Hicks orbita a una distancia media de 3,156 ua del Sol, pudiendo alejarse hasta 3,655 ua y acercarse hasta 2,658 ua. Su excentricidad es 0,158 y la inclinación orbital 2,588°. Emplea 2048 días en completar una órbita alrededor del Sol.